# Gai Asini Pretextat
Gai Asini Pretextat (en llatí: Gaius Asinius Lepidus Praetextatus) va ser un magistrat romà del segle iii.
Va ser cònsol sota Gordià III l'any 242 juntament amb Gai Vetti Àtic. Es troba inscrit als Fasti.